# 大陸委員会
大陸委員会（たいりくいいんかい、繁体字：大陸委員會、略称：陸委会、陸委會）は、中華民国行政院に属する、中国大陸・香港及びマカオに関する業務（両岸問題）を担当する特別行政機関である。
1991年1月に設立され、現在は香港大陸事務弁公室とマカオ大陸事務弁公室がそれぞれ香港とマカオを担当している。

## 概要
具体的には、大陸政策の研究・立案、大陸情報の収集・分析、台湾海峡両岸の往来に関する法律の案件の処理や事務関連組織への指導、香港・澳門関連業務の処理、海外の大陸住民や大陸研究機構との連繋といった職責がある。閣僚である行政院各部門トップと学識者によって構成され、行政院各部門の次官クラスによる連絡会議・諮問会議がある。香港では中華旅行社や遠東貿易服務中心、光華新聞文化中心、澳門では「台北経済文化中心」名義の事務所を置いていたが、他の在外機構と同様、2011年7月より「台北経済文化弁事処」に改称した。
2018年7月2日に、「行政院大陸委員会」から「大陸委員会」に名称変更された。

## 沿革
台湾と中国大陸の交流が緊密になり、双方の通信及び中継貿易が拡大する情勢下、政治的に特殊である中国大陸と台湾では事務手続き上大きな問題を抱えることとなった。1988年8月、政府は閣僚連絡会議である「大陸工作会報」を設立し、各機関の中国大陸に関する事務手続きの連絡を図るようになった。しかし事務処理量は年を追うごとに急速に増加し、工作会報方式では処理能力を超えたことから、1990年4月、大陸政策の効率化と、事務処理能力の向上を目的に学識者など民間の代表を加えた諮問会議を設立、ここで「行政院大陸委員会条例草案」を策定、立法院の審議を経て1991年1月18日に法案成立、同月28日に施行され、「大陸委員会」が行政院直属の機関として正式に設立し、現在に至っている。

## 歴代陸委会主任委員
|      | 姓名（日本語） | 姓名（中国語繁体字） | 着任日         | 退任日         |
| ---- | -------------- | -------------------- | -------------- | -------------- |
| 1    | 施啓揚         | 施啟揚               | 1991年2月7日   | 1991年5月31日  |
| 2    | 黄昆輝         | 黃昆輝               | 1991年6月1日   | 1994年12月14日 |
| 3    | 蕭万長         | 蕭萬長               | 1994年12月15日 | 1995年12月3日  |
| 4    | 張京育         | 張京育               | 1996年2月28日  | 1999年1月31日  |
| 5    | 蘇起           | 蘇起                 | 1999年2月1日   | 2000年5月19日  |
| 6    | 蔡英文         | 蔡英文               | 2000年5月20日  | 2004年5月19日  |
| 7    | 呉釗燮         | 吳釗燮               | 2004年5月20日  | 2007年4月1日   |
| 8    | 陳明通         | 陳明通               | 2007年4月9日   | 2008年5月19日  |
| 9    | 頼幸媛         | 賴幸媛               | 2008年5月20日  | 2012年9月28日  |
| 10   | 王郁琦         | 王郁琦               | 2012年9月28日  | 2015年2月16日  |
| 11   | 夏立言         | 夏立言               | 2015年2月17日  | 2016年5月19日  |
| 12   | 張小月         | 張小月               | 2016年5月20日  | 2018年2月26日  |
| 臨時 | 林正義         | 林正義               | 2018年2月26日  | 2018年3月19日  |
| 13   | 陳明通（再任） | 陳明通               | 2018年3月19日  | 2021年2月22日  |
| 14   | 邱太三         | 邱太三               | 2021年2月23日  | 2024年5月19日  |
| 15   | 邱垂正         | 邱垂正               | 2024年5月20日  | 現任           |